# Барановський Олександр Ігорович
Олекса́ндр І́горович Барано́вський (нар. 15 серпня 1974, Житомир) — український рок-музикант. Гітарист та співавтор пісень рок-групи «Dруга Ріка».
У 1995 році разом з Валерієм Харчишиним та Віктором Скуратовським заснував групу Second River. Через рік музиканти змінили назву на Dруга Ріка і сьогодні впевнено займають позицію найкращої рок-групи України.

## Цікаві факти
На початку професійної діляньності Корадо зізнався, що при написанні музики надихається брит-попом, але з часом, за словами колег по гурту, Олександр став музикантом, який у вільний від роботи час взагалі не слухає музику. Натомість, він віддає перевагу футболу.

## Відео
- Корадо про п'ятницю 13-го [Архівовано 3 липня 2014 у Wayback Machine.]